# Efrem il Siro
Efrem il Siro (in siriaco ܐܦܪܝܡ ܣܘܪܝܝܐ, Aphrêm Sûryāyâ; in arabo أفرام السرياني‎?; in greco Ἐφραίμ ὁ Σῦρος?, Ephraim o Syros; in latino Ephraem Syrus; Nisibi, 306 – Edessa, 9 giugno 373) è stato un teologo, scrittore e santo siro, fra i più antichi scrittori di lingua siriaca e il più importante fra essi.
Visse buona parte della vita nella città natale ma fu esiliato a Edessa (oggi nella provincia di Sanliurfa, in Turchia), dove morì nel 373.
Viene venerato come santo dai cristiani del mondo intero, ma in particolare dalla Chiesa ortodossa siriaca e dalla Chiesa cattolica sira. Venne riconosciuto come dottore della Chiesa cattolica nel 1920 da papa Benedetto XV nella sua enciclica Principi Apostolorum Petro del 5 ottobre.
Efrem ha scritto moltissimi inni, poesie e omelie in versi e commentari biblici in prosa. Questi ultimi sono opere di teologia pratica, per l'edificazione della Chiesa, scritti in un momento di grande incertezza attorno alla fede. Furono così famosi e apprezzati che venivano persino usati nella liturgia come testi di Scrittura ispirata assieme al Pastore di Erma e alle Epistole di Papa Clemente I. Per secoli dopo la sua morte, autori cristiani scrissero centinaia di opere pseudo-epigrafiche su di lui. Gli scritti di Efrem testimoniano una fede cristiana ancora primitiva ma vibrante, poco influenzata dal pensiero occidentale e più vicina al modo di pensare orientale.

## Biografia
Efrem nacque attorno al 306, nella città di Nisibi, attuale Nusaybin (Turchia sud orientale), in Mesopotamia. Basandosi sulle sue opere si deduce che i suoi genitori facevano parte della crescente comunità cristiana della città. In alcune agiografie si dice che suo padre era un sacerdote pagano che, visto il figlio convertito al cristianesimo, lo avrebbe cacciato di casa, versione improbabile visto anche il nome di origine ebraica di Efrem. Ai suoi tempi si parlavano molte lingue nella sua città natale, in particolare dialetti armeni. La comunità cristiana utilizzava invece il siriaco. A Nisibi erano presenti anche molti altri culti: oltre alle religioni pagane era presente anche una comunità di ebrei e alcune correnti della nascente chiesa cristiana, in particolare le comunità note come "Figli e Figlie del Patto". Quell'epoca fu contraddistinta da una grande tensione religiosa e politica. Nel 298 l'imperatore romano Diocleziano aveva stipulato un trattato con il re persiano sasanide Narseh (Narsī), con il quale aveva ottenuto il trasferimento della città sotto Roma. Questa annessione ebbe come conseguenza che la giovane comunità cristiana dovette subire la persecuzione romana: si ricordi la storia emblematica di Santa Febronia, membro di una delle comunità cristiane presenti nella città; il ricordo della stessa era perciò molto vivo nei cristiani durante la giovinezza di Efrem.
Giacomo, il primo vescovo di Nisibi, che venne nominato nel 308, partecipò nel 325 al Primo concilio di Nicea. Efrem venne battezzato all'età di 18 anni e quasi sicuramente entrò in un convento. Divenne diacono e il suo vescovo lo volle come professore (in siriano malp̄ānâ, titolo che è ancora molto diffuso presso la chiesa siriana). Compose inni e scrisse dei commentari biblici, nell'ambito delle sue mansioni educative. Nei suoi inni parla di sé come di un "pastorello" (`allānâ), chiama il suo vescovo "pastore" (rā`yâ) e indica la sua comunità (dayrâ) "gregge". La tradizione vede in Efrem il fondatore della scuola di Nisibis, che nei secoli successivi fu il centro educativo della Chiesa d'oriente.
Alla morte di Costantino I, nel 337, il sovrano persiano Sapore II cercò di approfittare della situazione per riconquistare la Mesopotamia romana con una serie di attacchi. Nisibi venne assediata a più riprese nel 338, 346 e 350. Efrem afferma che furono le preghiere del vescovo Giacomo a salvare la città dal primo assedio. Poco dopo questo assedio respinto, il vescovo morì e gli succedette Babu. Durante l'ultimo assedio del 350, i persiani deviarono il fiume Migdonius per giungere fin sotto le mura della città, con gli elefanti dei persiani che caricavano per abbatterle: il terreno fangoso e molle frenò però la loro carica e gli assediati riuscirono a chiudere le falle apertesi nelle mura, salvandosi ancora una volta. Questo evento fu di nuovo visto dalla comunità cristiana come miracoloso e celebrato da Efrem in un inno dove compara la sua città all'Arca di Noè salva al disopra dell'inondazione.

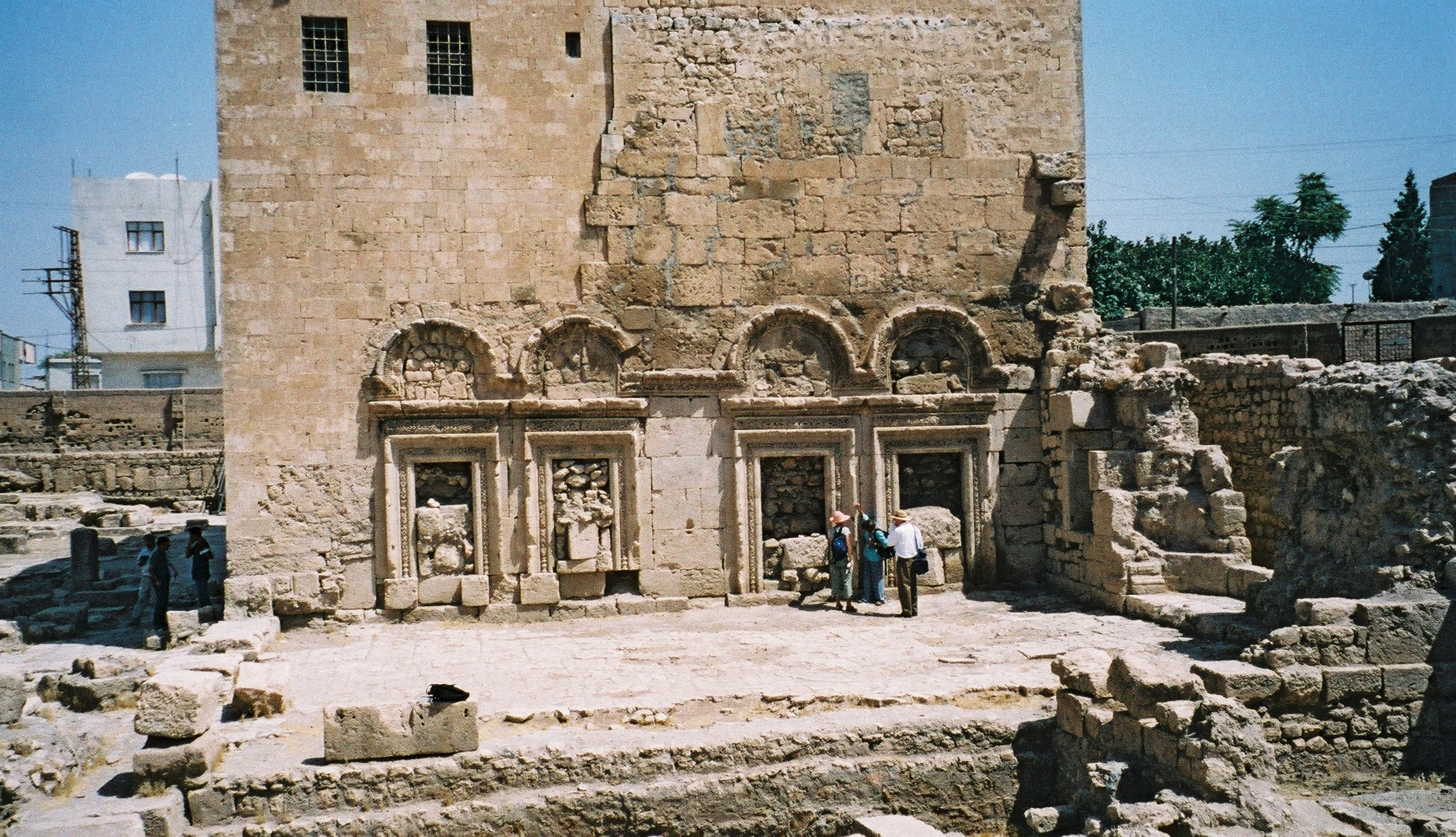
La chiesa di San Giacomo di Nisibi, primo vescovato dove Efrem svolse il suo ministero

Il battistero di Nisibis, ancora visibile oggi, porta la data del 359: edificato sotto il vescovo Vologese, resta una viva testimonianza di quella comunità. In quell'anno Sapore II ricominciò a devastare la regione. Le città dei dintorni vennero una dopo l'altra distrutte e i loro abitanti uccisi o espulsi. La lotta di potere tra Costanzo II e Giuliano indebolì il fianco orientale. Alla morte del primo, Giuliano intraprese una campagna marciando con i suoi eserciti verso la Mesopotamia. Durante la campagna arrivò sino a Ctesifonte, ma, costretto alla ritirata, perse la vita e al suo posto venne nominato imperatore Gioviano, cristiano niceano. Egli fu costretto a concordare un armistizio con Sapore, per il quale Nisibi venne ceduta alla Persia con la clausola che la comunità cristiana potesse lasciare la città. Sotto il vescovo Abramo, successore di Vologese, la comunità partì in esilio.
Efrem dapprima si portò ad Amida, attuale Diyarbakır, e nel 363 si insediò definitivamente a Edessa, attuale Şanlıurfa. Efrem, allora sessantenne, si rimise al lavoro nella nuova comunità e sembra abbia continuato a insegnare, forse nella Scuola di Edessa. In questo nuovo ambiente operavano numerosi filosofi e religiosi rivali. Efrem ci informa che i cristiani di fede ortodossa venivano chiamati "palutiani", dal nome di un vescovo precedente. Vi si trovavano anche ariani, marcionisti, manichei, seguaci di Bardesane e gnostici. Tutti proclamantisi la "vera chiesa". Contro queste eresie Efrem compose numerosi inni: un autore siriaco tardivo, Giacomo di Serugh, scrive come Efrem facesse cantare questi inni da cori di voci femminili su arie di musica popolare siriana. Rimase fino alla fine dei suoi giorni in questa città, morendo di peste il 9 giugno 373.

### Sant'Efrem nella storiografia
I dettagli aggiunti più tardi dagli agiografi siriaci sono di dubbio valore ed è impossibile separare la verità storica dall'agiografia.
- Efrem si sarebbe recato in Egitto, permanendovi otto anni, periodo durante il quale egli avrebbe confutato pubblicamente alcuni portavoce dell'eretico Ario.
- Le relazioni fra sant'Efrem e Basilio Magno sono raccontate da autori che alcuni ritengono affidabili, come san Gregorio di Nissa e Sozomeno, secondo cui l'eremita di Edessa, attratto dalla grande reputazione di Basilio, decise di fargli visita a Cesarea. Fu accolto calorosamente e fu ordinato diacono da Basilio; quattro anni dopo egli rifiutò sia il sacerdozio, sia l'episcopato che Basilio gli offriva mediante delegati mandati a questo scopo ad Edessa. Sebbene sembri che Efrem conoscesse pochissimo il greco, questo incontro con Basilio non è improbabile; alcuni critici, comunque, ritengono la prova insufficiente e perciò la rifiutano.
- Le sottili meditazioni di Efrem sui simboli della fede cristiana e la sua posizione contro le eresie, hanno fatto delle sue opere una fonte popolare d'ispirazione nelle varie Chiese. Si svilupparono molte agiografie, in buona parte leggendarie. Alcune di esse sono composte in versi che riprendono i suoi distici. Molte sono scritte in greco tardivo. I ricercatori spesso le fanno risalire a un solo compositore che chiamano Ephraem Graecus per distinguerle da quelle composte dal vero Efrem.

## Opere

### Teologo e poeta
La tradizione lo presenta come un uomo austero. Non si trovano, nelle sue opere letterarie, accenni alle dispute teologiche contemporanee, caratterizzate dalle controversie trinitarie: questo probabilmente perché non conosceva la lingua greca. La piena ortodossia cristiana di Efrem si rivela attraverso il suo metodo di divulgazione preferito: la poesia. A questo riguardo, è stato definito "la cetra (o l'arpa) dello Spirito Santo".

Nella sua epoca si andava organizzando il canto religioso cosiddetto "alternato" nelle chiese, del quale gli iniziatori sono stati Ambrogio a Milano e Diodoro ad Antiochia. Efrem compose nella lingua nativa poesie di contenuto didattico o esortativo, con un forte lirismo e particolarmente idonee al canto collettivo. La grande diffusione di questi canti (dalla Siria raggiunsero l'Oriente mediterraneo, grazie anche a precise ed accurate traduzioni in greco) fu favorito soprattutto dal carattere popolare delle sue poesie.
Efrem si serviva della poesia come di un eccellente mezzo pastorale perfino nelle omelie e nei sermoni, dove risaltava la sua profonda conoscenza della Sacra Scrittura.

Dedicò 20 inni alla Madonna, della quale era molto devoto.

### Testi e versioni dei suoi scritti
Il siriaco originale degli scritti di Efrem è mantenuto in molti manoscritti, uno dei quali risale al V secolo. Attraverso molte trascrizioni, comunque, i suoi scritti, in particolare quelli usati nelle varie liturgie, hanno subito non poche interpolazioni. Inoltre molte delle sue opere esegetiche si sono deteriorate, o almeno non si trovano più nelle biblioteche dell'Oriente.
Numerose versioni, comunque, compensano la perdita degli originali. 
Efrem viveva ancora, o almeno era morto da poco, quando fu cominciata la traduzione delle sue opere in greco. Gli scrittori armeni sembrano aver intrapreso la traduzione dei suoi commentari biblici. I Mechitaristi hanno pubblicato in parte questi commentari e ritengono la versione armena molto antica (V secolo). I Monofisiti, è ben noto, erano abituati tradurre o adattare le opere siriache. Gli scritti di Efrem furono infine tradotte in arabo ed etiopico (traduzioni fino ad oggi non pubblicate). 
Nel medioevo alcune delle sue opere minori furono tradotte dal greco in lingua slava e latina. Alla fine da queste versioni furono fatti adattamenti degli scritti ascetici di Efrem in francese, tedesco, italiano ed inglese.
La prima edizione stampata (in latino) si basava su una traduzione dal greco fatta da Ambrogio Traversari e pubblicata dalla stamperia di Bartolomeo Guldenbeek di Sultz, nel 1475. Un'edizione molto migliore fu eseguita da Gerardo Vossius (m. 1619), il dotto prevosto di Tongres, per richiesta di Papa Gregorio XIII. Nel 1709 Edoardo Thwaites pubblicò, dai manoscritti della Biblioteca Bodleiana, il testo greco, fino a quel momento conosciuto solo per frammenti. L'originale siriaco rimase sconosciuto in Europa fino al fruttuoso viaggio in oriente (1706-1717) dei maroniti Gabriele Eva, Elia, e in particolare Giuseppe Simone Assemani, che si concluse con la scoperta di una preziosa raccolta di manoscritti nel monastero nitriano (Egitto) di Nostra Signora. Questi manoscritti trovarono subito la loro collocazione nella Biblioteca apostolica vaticana. Nella prima metà del XIX secolo il British Museum fu notevolmente arricchito da simili fortunate scoperte di Lord Prudhol (1828), Curzon (1832) e Tattam (1839, 1841).
Tutte le edizioni recenti degli scritti siriaci originali di Efrem sono basate su questi manoscritti. Nella Biblioteca nazionale di Francia e Bodleiana (Oxford) ci sono alcuni frammenti siriaci di minore importanza. Giuseppe Simeone Assemani si affrettò a fare il miglior uso possibile dei suoi nuovi manoscritti e propose subito a Papa Clemente XII un'edizione completa delle opere di Efrem nell'originale siriaco e nella versione greca, con una nuova versione latina dell'intero materiale. Da parte sua egli prese l'edizione del testo greco. Il testo siriaco fu affidato al gesuita Pietro Mobarak (Benedetto), in quanto maronita. Dopo la morte di Mobarak, i suoi lavori furono continuati da Stefano Evodio Assemani. Alla fine questa monumentale edizione dell'opera di Efrem fu pubblicata a Roma (1732-1746) in sei volumi in folio, in mille copie per ogni volume. Per finanziare la stampa dei volumi il cardinale Angelo Maria Querini, Bibliotecario della Biblioteca apostolica vaticana, utilizzò per diversi anni i fondi destinati all'accquisto di nuovi volumi della biblioteca, donando in cambio alla stessa il suo ricco patrimonio librario personale. L'edizione del testo greco fu completata dai lavori di Overbeck (Oxford, 1865) e Bickell (Carmina nisibena, 1866), mentre altri studiosi pubblicarono frammenti ritrovati (Zingerle, P. Martin, Rubens Duval). Una edizione (Mechlin, 1882-1902) degli inni e sermoni di S. Efrem si deve a monsignor Thomas Joseph Lamy.
Comunque, un'edizione completa della vasta opera di Efrem deve essere ancora prodotta.

### Opere esegetiche
Efrem scrisse commentari sull'intera Bibbia, sia l'Antico che il Nuovo Testamento, ma molte delle sue opere sono andate perdute. Esiste ancora in siriaco il suo commentario sulla Genesi e un'ampia parte dell'Esodo: per gli altri libri dell'Antico Testamento abbiamo una sintesi siriana, tramandata dal monaco siriano Severo (851). I commentari su Rut, Esdra, Neemia, Ester, i Salmi, i Proverbi, il Cantico dei cantici e l'Ecclesiaste sono perduti. Il canone scritturale di Efrem somiglia moltissimo al nostro. Sembra incerto che egli accettasse gli scritti deuterocanonici; almeno nessuno di questi commentari è arrivato fino a noi. D'altra parte accettava come canonica l'apocrifa Terza epistola ai Corinti, e scrisse un commentario su di essa. Il testo scritturale usato da Efrem è il siriano Peshito, lievemente differente, comunque, dal testo stampato di quella antichissima versione. Il Nuovo testamento era noto a lui ed a tutti i siriani, sia orientali che occidentali, prima del tempo di Rabulas, nel Diatessaron armonizzato di Taziano. Il suo testo degli Atti degli Apostoli sembra essere stato strettamente collegato a quello chiamato "Occidentale".
L'esegesi di Efrem è quella degli scrittori siriani in generale, sia ellenizzati che non, ed è strettamente collegato a quella di Afraate, essendo, come l'ultimo, abbastanza rispettosa della tradizione ebraica e spesso basata su di essa. Come esegeta Efrem è sobrio, mostra una preferenza per il senso letterale, è discreto nell'uso dell'allegoria; in poche parole, inclina fortemente alla Scuola Antiochena, e ci richiama in particolare Teodoreto di Cirro. Egli ammette nella Scrittura solo pochi passaggi messianici nel senso letterale, molti di più, comunque, profetici di Cristo nel senso tipologico, che deve essere attentamente distinto dal senso allegorico. Non è improbabile che la maggior parte dei suoi commentari fosse scritta per la scuola cristiana persiana (Schola Persarum) di Nisibi, della quale fu uno dei fondatori e anche uno dei più distinti professori.

### Opere poetiche
La maggior parte dei sermoni e delle esortazioni sono in versi, sebbene si siano conservati alcuni sermoni in prosa. Tolti i suoi scritti esegetici, il resto delle sue opere si può dividere in omelie ed inni. Le omelie (in siriano memrê, cioè discorsi) sono scritte in settenari, spesso divisi in due parti di tre e quattro sillabe rispettivamente. Egli vi celebra la festa di "Nostro Signore e dei santi"; a volte interpreta un racconto scritturale o tratta un tema spirituale o edificante. In Oriente le Lezioni per i servizi ecclesiastici erano spesso tratte dalle omelie di Efrem. Gli inni (in siriano madrashê, cioè istruzioni) offrono una grande varietà sia di stile che di ritmo. Erano scritti per il servizio corale delle suore, ed erano destinati ad essere da loro cantati; da qui la divisione in strofe, poiché gli ultimi versi di ogni strofa venivano ripetuti in una sorta di ritornello. Questo ritornello è indicato all'inizio di ogni inno, alla stregua di un'antifona; c'è anche un'indicazione della chiave musicale in cui l'inno deve essere cantato. Il seguente può servire come esempio. È preso da un inno per l'Epifania (ed. Lamy, I, p. 4).
Aria: Guarda il mese.
Ritornello: Gloria a Te dal tuo gregge nel giorno della tua manifestazione.
Strofa:
Egli ha rinnovato i cieli, perché i pazzi avevano adorato tutte le stelle
Egli ha rinnovato la terra che aveva perduto il suo vigore a causa di Adamo
Una nuova creazione è stata fatta dalla sua saliva
ed Egli che è l'Onnipotente ha fatto retti sia il corpo che la mente.
Monsignor Lamy, editore degli inni, notò settantacinque differenti ritmi ed arie. Alcuni inni sono acrostici, cioè, a volte, ogni strofa comincia con una lettera dell'alfabeto, come nel caso di parecchi pezzi metrici della Bibbia (ebraici), o, ancora la prima lettera di un numero di versi o strofe forma una data parola. In quest'ultimo modo Efrem firmò parecchi dei suoi inni. Egli non è, tuttavia, l'inventore della poesia siriaca, questo onore sembra appartenere al sopracitato eretico Bardesane di Edessa. Lo stesso Efrem ci dice che nelle vicinanze di Nisibi ed Edessa le poesie di questo gnostico e di suo figlio Armonio contribuirono efficacemente al successo dei loro falsi insegnamenti. In effetti, se Efrem entrò nello stesso campo, fu con la speranza di sconfiggere l'eresia con le stesse armi perfezionate da lui stesso. Il lettore occidentale degli inni di Efrem è portato a meravigliarsi per l'entusiasmo dei suoi ammiratori dell'antica chiesa siriana. Il suo lirismo non è affatto quello che noi intendiamo con questo termine. La sua poesia può sembrare prolissa, noiosa, incolore, mancante di note personali, ed in generale priva di fascino. Per essere giusti, tuttavia, bisogna ricordare che le sue poesie sono conosciute dalla maggior parte dei lettori solo in traduzioni, da cui, ovviamente, il ritmo originale è scomparso ed in particolare il fascino e la maggior parte degli aspetti della sua poesia che potrebbero colpire di più. Questi inni, inoltre, non erano scritti per la lettura privata, ma si prevedeva che fossero cantati da cori alternati. Vale il paragone fra i salmi latini come vengono cantati dal coro di un monastero benedettino e la loro lettura privata da parte di un sacerdote che recita il Breviario.

### Elenco

#### in siriaco e latino
- Hymni et Sermones, quos e codicibus Londinensibus, Parisiensibus et Oxoniensibus descriptos edidit, Latinitate donavit, variis lectionibus instruxit, notis et prolegomenis illustravit Thomas Josephus Lamy, 4 voll., Mechliniae, H. Dessain, 1882-1902.

#### in armeno e latino
- Commentaire de l'Évangile concordant, Version arménienne, éditée et traduite par Louis Leloir, 2 voll., Louvain, Imprimerie orientaliste L. Durbecq, 1953-1954 (Corpus Scriptorum Christianorum Orientalium, 137 e 145).

#### in francese
- Commentaire de l'évangile concordant ou Diatessaron, introduction, traduction et notes par L. Leloir, Cerf, Paris 1966 (Sources Chrétiennes 121).
- Hymnes sur le Paradis, traduction par R. Lavenant, introduction et notes par F. Graffin, Cerf, Paris 1968 (Sources Chrétiennes 137).
- Hymnes sur la nativité, introduction par F. Graffin, traduction et notes par F. Cassingena–Trévedy, Cerf, Paris 2001 (Sources Chrétiennes 459).
- Hymnes Pascales, introduction, traduction et notes par F. Cassingena–Trévedy, Cerf, Paris 2006 (Sources Chrétiennes 502).

#### in siriaco e tedesco
- Hymnen contra Haereses, Herausgegeben und übersetzt von E. Beck, Secrétariat du CorpusSCO, Louvain, 1957 (Corpus Scriptorum Christianorum Orientalium 169-170).
- Hymnen de Paradiso und contra Julianum, Herausgegeben und übersetzt von E. Beck, Secrétariat du CorpusSCO, Louvain, 1957 (Corpus Scriptorum Christianorum Orientalium 174-175).
- Hymnen de Nativitate (Épiphania), Herausgegeben und übersetzt von E. Beck, Secrétariat du CorpusSCO, Louvain, 1959 (Corpus Scriptorum Christianorum Orientalium 186-187).
- Hymnen de Ecclesia, Herausgegeben und übersetzt von E. Beck, Secrétariat du CorpusSCO, Louvain, 1960 (Corpus Scriptorum Christianorum Orientalium 198-199).
- Sermones de Fide, Herausgegeben und übersetzt von E. Beck, Secrétariat du CorpusSCO, Louvain, 1961 (Corpus Scriptorum Christianorum Orientalium 212-213).
- Carmina Nisibena. I, Herausgegeben und übersetzt von E. Beck Secrétariat du CorpusSCO, Louvain, 1961 (Corpus Scriptorum Christianorum Orientalium 218-219).
- Hymnen de Verginitate, Herausgegeben und übersetzt von E. Beck, Secrétariat du CorpusSCO, Louvain, 1962 (Corpus Scriptorum Christianorum Orientalium 223-224).
- Carmina Nisibena. II, Herausgegeben und übersetzt von E. Beck, Secrétariat du CorpusSCO, Louvain, 1963 (Corpus Scriptorum Christianorum Orientalium 240-241).
- Hymnen de Ieiunio, Herausgegeben und übersetzt von E. Beck, Secrétariat du CorpusSCO, Louvain, 1964 (Corpus Scriptorum Christianorum Orientalium 246-247).
- Paschahymnen (de azimis, de crucifixione, de resurrectione), Herausgegeben und übersetzt von E. Beck, Secrétariat du CorpusSCO, Louvain 1964 (Corpus Scriptorum Christianorum Orientalium 248-249).
- Hymnen de Fide, Herausgegeben und übersetzt von E. Beck, Secrétariat du CorpusSCO, Louvain 1965 (Texte) 1967 (Version) (Corpus Scriptorum Christianorum Orientalium 154-155).
- Sermo de Domino Nostro, Herausgegeben und übersetzt von E. Beck, Secrétariat du CorpusSCO, Louvain 1966 (Corpus Scriptorum Christianorum Orientalium 269-270).
- Sermones. I, Herausgegeben und übersetzt von E. Beck Secrétariat du CorpusSCO, Louvain 1970 (Corpus Scriptorum Christianorum Orientalium 305-306).
- Sermones. II, Herausgegeben und übersetzt von E. Beck, Secrétariat du CorpusSCO, Louvain 1970 (Corpus Scriptorum Christianorum Orientalium 311-312).
- Sermones. III, Herausgegeben und übersetzt von E. Beck, Secrétariat du CorpusSCO, Louvain 1972 (Corpus Scriptorum Christianorum Orientalium 320-321).
- Hymnen auf Abraham Kydunaya und Julianos Saba, Herausgegeben und übersetzt von E. Beck, Secrétariat du CorpusSCO, Louvain 1972 (Corpus Scriptorum Christianorum Orientalium 322-323).
- Sermones. IV, Herausgegeben und übersetzt von E. Beck, Secréetariat du CorpusSCO, Louvain 1973 (Corpus Scriptorum Christianorum Orientalium 334-335)
- Nachträge, Herausgegeben und übersetzt von E. Beck, Secrétariat du CorpusSCO, Louvain 1975 (Corpus Scriptorum Christianorum Orientalium 363-364).
- Sermones in Hebdomadam Sanctam, Herausgegeben und übersetzt von E. Beck, Secrétariat du CorpusSCO, Louvain 1979 (Corpus Scriptorum Christianorum Orientalium 412-413).

#### in italiano
- Le arpe del Signore. Inni sulla verginità 27-30, introduzione, traduzione e note a cura di E. Vergani, Qiqajon, Magnano (BI) 1996 (Testi dei padri della chiesa 24).
- L'arpa dello Spirito. 19 poemi di Sant'Efrem, a cura di S. Brock, Lipa, Roma 1999 (Pubblicazioni del Centro Aletti 22).
- Inni pasquali. Sugli azzimi, sulla crocifissione, sulla resurrezione, introduzione, traduzione e note a cura di I. De Francesco, Paoline, Cinisello Balsamo (MI), 2001 (Letture cristiane del primo millennio 31).
- La gioia della mensa, introduzione, traduzione e note a cura di I. De Francesco, Qiqajon, Magnano (BI), 2002 (Testi dei padri della chiesa 57).
- Inni sulla natività e sull'Epifania, introduzione, traduzione e note a cura di I. De Francesco, Paoline, Cinisello Balsamo (MI) 2003 Paoline, (Letture cristiane del I millennio 35).
- Il dono della perla, introduzione, traduzione e note a cura di E. Vergani, Qiqajon, Magnano (BI) 2005 (Testi dei padri della chiesa 78).
- Inni sul Paradiso, introduzione, traduzione e note di I. De Francesco, Paoline, Cinisello Balsamo (MI) 2006 (Letture cristiane del I millennio 39).
- Giona. Inni sulla verginità 42-50, introduzione, traduzione e note a cura di D. Cerbelaud, Qiqajon, Magnano (BI) 2007 (Testi dei padri della chiesa 90).
- Commentario al Diatesseron, Roma, Aracne, 2017, ISBN 978-88-255-0756-0
- Sermone su Ninive e Giona, a cura di Emanuele Zimbardi, Torino, Paideia, 2019, ISBN 978-88-394-0934-8

## Il culto
Durante la sua vita, Efrem fu molto influente fra i cristiani di Edessa; la sua memoria fu venerata da ortodossi, monofisiti e nestoriani, che lo chiamavano sole dei siriani, colonna della chiesa, arpa dello Spirito Santo. Ancora più straordinario è l'omaggio che gli tributarono i greci, che ben raramente menzionavano scrittori siriani. Fra le opere di Gregorio di Nissa (P. G. XLVI, 819) c'è un sermone (benché non riconosciuto da alcuni) che è un vero e proprio panegirico di sant'Efrem. Vent'anni dopo la morte di quest'ultimo, san Gerolamo lo menziona come segue nel suo catalogo di cristiani illustri:
(De viris illustr., c. cxv)
Anche Teodoreto di Cirro elogiava il suo genio poetico e la sua conoscenza teologica (Hist. Eccl., IV, xxvi). Sozomeno sostiene che Efrem abbia scritto 3 milioni di versi e registra il nome di alcuni dei suoi discepoli, alcuni dei quali rimasero ortodossi, mentre altri caddero nell'eresia (Hist. Eccl., III, xvi). Dalle chiese siriana e bizantina la fama di sant'Efrem si estese fra tutti i cristiani. Il Martirologio Romano lo menziona il 1º febbraio. Nei loro menologi e sinassi, greci e russi, giacobiti, caldei, copti e armeni onorano il santo diacono di Edessa.
Papa Benedetto XV ne elogiò la figura e lo dichiarò dottore della Chiesa con l'enciclica Principi Apostolorum Petro, scritta il 5 ottobre 1920.

### Preghiere celebri
Preghiera di sant'Efrem
La preghiera seguente è recitata dalla chiesa ortodossa ogni giorno della Quaresima, ed è inframezzata da metanie (prostrazioni):
Signore e Sovrano della mia vita, non darmi uno spirito di ozio, di curiosità, di superbia e di loquacità
si esegue una profonda metania
Concedi invece al tuo servo uno spirito di saggezza, di umiltà, di pazienza e di amore
si esegue una profonda metania
Sì, Signore e Sovrano, dammi di vedere le mie colpe e di non giudicare il mio fratello; poiché tu sei benedetto nei secoli dei secoli. Amen
si eseguono 12 piccole metanie, dicendo per ciascuna: O Dio, sii propizio a me peccatore e abbi pietà di me
si esegue una profonda metania
Sì, Signore e Sovrano, dammi di vedere le mie colpe e di non giudicare il mio fratello; poiché tu sei benedetto nei secoli dei secoli. Amen
Preghiera per gli anziani
Questa è una delle più celebri preghiere, che raccoglie le intenzioni di una persona anziana:
Signore Gesù Cristo,
che hai potere sulla vita e sulla morte,
tu conosci ciò che è segreto e nascosto,
i pensieri e i sentimenti non ti sono velati.
Guarisci i miei raggiri e il male fatto nella mia vita.
Ecco, la mia vita declina di giorno in giorno,
ma i miei peccati crescono.
Signore, Dio delle anime e dei corpi,
tu conosci l'estrema fragilità della mia anima e del mio corpo,
concedimi forza nella mia debolezza,
sostienimi nella mia miseria.
Dammi un animo grato:
che mi ricordi sempre dei tuoi benefici,
non ricordare i miei numerosi peccati,
perdona tutti i miei tradimenti.
Signore, non disdegnare questa preghiera,
la preghiera di questo misero.
Conservami la tua grazia fino alla fine,
custodiscimi come per il passato. Amen.

### Introduzioni generali
- Paolo Bettiolo, Lineamenti di Patrologia Siriaca, in Complementi interdisciplinari di Patrologia (a cura di A. Quacquarelli), Roma, Città Nuova, 1989, pp. 534-540
- Bouvy, Le fonti storiche della vita di S. Efrem, Rivista agostiniana, 1903,  pp. 155-61.
- (EN) F. C. Burkitt, 7, in St Ephraim's Quotations from the Gospel, Corrected and Arranged, Texts and Studies, vol. 2, Cambridge, 1901.
- Philippe de Lignerolles, P. De Lignerolles e J.P. Meynard, Storia della spiritualità cristiana: 700 autori spirituali, Gribaudi editore, 2005.
- K. den Biesen, Efrem Siro, in A. di Berardino, G. Fedalto & M. Simonetti (ed.), Letteratura patristica (Dizionari San Paolo), Edizioni San Paolo, Cinisello Balsamo, 2007, pp. 469–474; ISBN 978-88-215-5671-5.
- A. Di Berardino (ed.), Patrologia. V. Dal Concilio di Calcedonia (451) a Giovanni Damasceno (+750). I Padri Orientali, Marietti, Genova, 2000, pp. 445–448 (Institutum Patristicum Augustinianum).
- (EN) J. R. Harris, Fragments of the Commentary of Ephrem Syrus upon the Diatessaron, Londra, 1905.
- (EN) J. H. Hill, A Dissertation on the Gospel Commentary of St. Ephraem the Syrian, Edimburgo, 1896.
- Fotos Ioannidis, Il Monachesimo Siro-Palestinese, Università Aristoteleion di Tessalonica.
- Giuseppe Ricciotti, EFREM Siro, santo e dottore della Chiesa, in Enciclopedia Italiana, Roma, Istituto dell'Enciclopedia Italiana, 1932. URL consultato il 9 novembre 2014.
- F. Rilliet, Efrem Siro, in A. Di Berardino (ed.), Dizionario patristico di antichità cristiane, vol. I (A-F), Marietti, Casale Monferrato (AL), 1983, coll. 1103-1107 (Institutum Patristicum Augustinianum).

### Critica e saggistica
- Benedetto XV, Principi Apolostolorum Petro, in «Acta Apostolicae Sedis» 12 (1920), pp. 457–471.
- Benedetto XVI, Le molteplici forme culturali dell'unica fede cristiana, in «L'Osservatore Romano» 147 (2007) del 29 novembre 2007, p. 1 (udienza generale dedicata alla figura di Sant'Efrem del 28 novembre 2007).
- S. Brock, L'occhio luminoso. La visione spirituale di Sant'Efrem, Lipa, Roma 1999.
- O. Clément, Tre preghiere. Il Padre Nostro, la preghiera allo Spirito Santo, la preghiera penitenziale di Sant'Efrem, Jaca Book, Milano 1995, pp. 73–89.
- A. De Halleux, Saint Éphrem le Syrien, in «Revue Théologique de Louvain» 14 (1983), pp. 328–355.
- K. den Biesen, Simple and Bold: Ephrem's Art of Symbolic Thought, Gorgias Press, Piscataway NJ, 2006, pp. XXII + 435; ISBN 1-59333-397-8.
- Il nuovo appello all'Oriente nella proclamazione di Sant'Efrem a dottore della chiesa universale, in «Civiltà Cattolica» 71 (1920), n. 4, pp. 299–307.
- E. Perniola, Sant'Efrem Siro. Dottore della Chiesa e cantore di Maria, Partecipare, Santeramo in Colle (BA) 1989.
- G. Ricciotti, Sant'Efrem Siro. Biografia – Scritti – Teologia, Marietti, Torino-Roma 1925.
- S. Efrem dottore e poeta, in «Civiltà Cattolica» 73 (1922), n. 2, pp. 494–510.